# Кондоруаси
Культура Кондоруаси, исп. Condorhuasi существовала с 4 в. до н. э. по 7 в. н. э., в основном в долине Уальфин (es:valle de Hualfín), ныне провинция Катамарка (Аргентина). Оказала сильное влияние на соседнюю культуру Аламито.
Хотя название Кондоруаси имеет то же происхождение, что и перуанский археологический памятник Кунтур-Уаси (кечуа Kuntur Wasi = «дом кондора»), их не следует путать — они относятся к совершенно различным культурам.

## Характеристика
Имеется сходство с керамикой культур Канделария в Аргентине и Эль-Молле в Чили. Предположение, что культура Кондоруаси была пастушеской, подтверждается её происхождением от культур высоких нагорий на юге Боливии.
В развитии керамики отчётливо прослеживаются 3 хронологических стадии:
- стадия Дьябло (200 до н. э. — 200 н. э.): керамика в основном красноватого, желтоватого или черноватого цвета, с закруглённым дном и без ручек. Сосуды шарообразные и с цилиндрическим горлышком, покрытые вертикальными волнистыми линиями. В то же время развивается керамика Вакериас — полуцилиндрические кувшины с одной ручкой и лепные сосуды в виде фигур или человеческих голов, украшенных геометрическими узорами.
- стадия Барранкас (200—350 н. э.): антропоморфные, зооморфные и зоо-антропоморфные сосуды, нередко покрыты геометрическими рисунками белого цвета.
- стадия Алумбрера (350—500 н. э.): развивалась в зоне Аламито. Для неё характерны лепные вазы, раскрашенные несколькими цветами поверх красной краски, и крупные яйцевидные сосуды.

## Экономика и социальная структура
В основном общество Кондоруаси занималось выпасом лам, сельское хозяйство было ограниченным. Поскольку представители культуры жили в небольших посёлках, предполагается, что посёлки возглавляли вожди, которые регулировали производственный труд. Жилища имели округлое сечение и каменные стены.